# Брезовиця-при-Стопичах
Брезовиця-при-Стопичах (словен. Brezovica pri Stopičah) — поселення в общині Ново Место, регіон Південно-Східна Словенія, Словенія. Висота над рівнем моря: 330,7 м.